# Монтекјаро д'Акви
Монтекјаро д'Акви (итал. Montechiaro d'Acqui) је насеље у Италији у округу Алесандрија, региону Пијемонт.
Према процени из 2011. у насељу је живело 36 становника. Насеље се налази на надморској висини од 529 м.

## Становништво
| 1931. | 1936. | 1951. | 1961. | 1971. | 1981. | 1991. | 2001. | 2011. |
| ----- | ----- | ----- | ----- | ----- | ----- | ----- | ----- | ----- |
| 1.093 | 1.066 | 960   | 847   | 686   | 614   | 585   | 585   | 568   |